# Prudî (Prudî), Sovietskîi
Prudî (în ucraineană Пруди) este localitatea de reședință a comunei Prudî din raionul Sovietskîi, Republica Autonomă Crimeea, Ucraina.

## Demografie
Componența lingvistică a localității Prudî
     Rusă (71,71%)
     Tătară crimeeană (15,47%)
     Ucraineană (6,33%)
     Alte limbi (0,15%)
Conform recensământului din 2001, majoritatea populației localității Prudî era vorbitoare de rusă (71,71%), existând în minoritate și vorbitori de tătară crimeeană (15,47%) și ucraineană (6,33%).